# Matteo Bellinelli
Matteo Bellinelli est un réalisateur suisse né le 10 décembre 1950 à Lugano.

## Biographie
Matteo Bellinelli est diplômé en philosophie à l’université Rio Linda à Sacramento en Californie. Il est licencié en philosophie à l’université de Paris en 1975, puis il effectue une maîtrise en philosophie (1969-1976).
Il a d'abord travaillé pour la radio puis il entame une longue carrière à la Télévision suisse italienne en tant qu'auteur, journaliste et réalisateur. Il a réalisé de nombreux documentaires, entre autres sur l’art moderne et contemporain, des portraits de réalisateurs et d’écrivains ainsi que des reportages sur les transformations culturelles en Asie. Il a toujours été attiré par les thèmes et les personnages représentatifs des cultures dites mineures. Il a également réalisé plusieurs téléfilms.
Matteo Bellinelli fait ses débuts au cinéma avec La terza luna qui a été nommé pour le Léopard d'or au Festival du film de Locarno en 1997.

## Filmographie
- 2013 : Birobidzhan - the music of the soul
- 2006 : Cuore di ghiaccio
- 2004 : Nella tana del lupo (Dans l’antre du loup)
- 2004 : Angeli non ne ho mai visti
- 2001 : Engel habe ich nie gesehen
- 2000 : Cielo e terra
- 1997 : La terza luna (La troisième lune)[4]
- 1996 : Planète nuit
- 1991 : Visages suisses, co-réalisation du film pour le 700e anniversaire de la Confédération Suisse
- 1987 : L'internationale involontaire du jeune cinéma
- 1986 : L'Angleterre réelle
- 1985 : Ève et Dieu
- 1984 : Vie de prêtres
- 1984 : Îles perdues
- 1970 : L'Anticittà